# Aeropuerto Internacional de Faisalabad
El Aeropuerto Internacional de Faisalabad (IATA: LYP, OACI: OPFA) se encuentra junto a la carretera Jhang, a diez kilómetros de Faisalabad, en la provincia de Punjab de Pakistán. Atiende principalmente a la población de Faisalabad, Jhang, Toba Tek Singh, Chenab Nagar y Sargodha.

## Aerolíneas y destinos

### Domésticos
- Pakistan International Airlines (Islamabad, Karachi, Multan, Peshawar)

### Internacionales
- Pakistan International Airlines (Abu Dhabi, Dubái, Londres)

### Carga
- TCS Courier
- Star Air
- Pakistan International Airlines